# Diogoa zenkeri
Diogoa zenkeri là một loài thực vật có hoa trong họ Olacaceae. Loài này được (Engl.) Exell & Mendonça mô tả khoa học đầu tiên năm 1951.